# جيريمي موريل
جيريمي موريل (بالفرنسية: Jérémy Morel)‏ (مواليد 2 أبريل 1984 في لوريينت - فرنسا) لاعب كرة قدم فرنسي يلعب حاليا لصالح نادي الدرجة الأولى مرسيليا الفرنسي منذ 2011 في مركز الظهير الأيسر .

## مسيرته الكروية
لعب جيريمي موريل خلال مسيرته الاحترافية مع 4 أندية في ثمانية عشر موسمًا وسجل خلالها 15 هدفًا ضمن 460 مباراة. ولم يفز بأي موسم بالكأس أو بالدوري.
خاض جيريمي موريل مسيرته مع نادي لوريان في موسم 2002–03 ليلعب معه تسعة مواسم، مشاركًا في 214 مباراة سجل خلالها 12 هدفًا. ثم انتقل إلى نادي أولمبيك مارسيليا في موسم 2011–12 ليلعب معه أربعة مواسم، حيث شارك في 120 مباراة سجل خلالها هدفين. لينتقل بعدها إلى نادي أولمبيك ليون في موسم 2015–16 ليلعب معه أربعة مواسم، مشاركًا في 105 مباراة ولم يسجل أي هدف. ثم انتقل إلى نادي ستاد رين في موسم 2019–20 لمدة موسم واحد، مشاركًا في 21 مباراة سجل خلالها هدفًا واحدًا.

## روابط خارجية
- جيريمي موريل على موقع الاتحاد الأوربي (الإنجليزية)
- جيريمي موريل على موقع قاعدة بيانات كرة القدم.إي يو (الإنجليزية)
- جيريمي موريل على موقع ناشيونال فوتبول تيمز (الإنجليزية)
- جيريمي موريل على موقع Soccerway.com (الإنجليزية)
- جيريمي موريل على موقع عالم كرة القدم.نت (الإنجليزية)
- جيريمي موريل على موقع كووورة
- جيريمي موريل على موقع AS.com (الإسبانية)